# UUEncode
UUEncode proviene de UNIX to Unix Encoding. Se trata de un algoritmo de codificación que transforma código binario en texto. Concretamente, la entrada es un bloque de bytes de 8 bits (generalmente un archivo binario), y la salida un bloque texto de varias líneas con saltos de línea LF o CR-LF y caracteres de texto estándar pertenecientes al alfabeto UUEncode.